# Луїс Алтамір Мело
Луїс Алтамір Мело (порт. Luiz Altamir Melo, 9 травня 1996) — бразильський плавець.
Призер юнацьких Олімпійських Ігор 2014 року, учасник Ігор 2016 року.
Чемпіон світу з плавання на короткій воді 2018 року.
Переможець Панамериканських ігор 2015, 2019 років.